# 21 décembre 1943
Le mardi 21 décembre 1943 est le 355e jour de l'année 1943.

## Naissances
- Aimé Anthuenis, footballeur belge
- Albert Lee, chanteur et guitariste de country-rock
- André Arthur (mort le 8 mai 2022), personnalité politique canadienne
- Christopher Bollas, psychanalyste et auteur britannique
- Dina De Santis (morte le 4 décembre 1985), actrice italienne
- Donald E. Brownlee, astronome américain
- Gwen McCrae (morte le 21 février 2025), chanteuse américaine
- György Horváth (mort le 17 octobre 1988), haltérophile hongrois
- Jack Nance (mort le 30 décembre 1996), acteur américain
- Jean-Yves Besselat (mort le 23 mars 2012), personnalité politique française
- John A. Warden III, colonel de l'United States Air Force
- Lena Bergman, actrice suédoise
- Masafumi Hara, joueur de football japonais
- Rick Nicolet, actrice néerlandaise
- Vivian Nutton, historien de la médecine
- Walter Spanghero, joueur français de rugby à XV

## Décès
- Auguste Picard (né le 3 mars 1866), libraire et éditeur parisien
- Giancarlo Puecher Passavalli (né le 23 août 1923), partisan italien
- Mahmut Esat Bozkurt (né en 1892), homme politique turc
- René Gosse (né le 16 août 1883), personnalité politique française